# くるりくるり
「くるりくるり」は、日本の音楽ユニット・ナナムジカの2作目のシングル。

## 概要
- 前作「Ta-lila〜僕を見つけて〜」から約10ヶ月ぶり、アルバム『ユバナ』からの先行シングル。
- 表題曲は唐沢寿明主演のドラマ『小早川伸木の恋』の主題歌に起用され、自身初のドラマ主題歌となった[1]。
- オリコンチャートで初登場9位を獲得、自身初のトップ10入りを果たした[2]。

## 収録曲
1. くるりくるり [3:51]
作詞：西島梢
作曲：松藤由里
編曲：243
漫画『小早川伸木の恋』の作者である柴門ふみは「ちょっとなつかしい気持ちになるような面白い曲」と評している[3]。
2. 君が瞳をひらく時 [3:57]
作詞：西島梢
作曲：松藤由里
編曲：243
3. くるりくるり (カラオケヴァージョン)
作曲：松藤由里
編曲：243
表題曲のカラオケヴァージョン。
4. 君が瞳をひらく時 (カラオケヴァージョン)
作曲：松藤由里
編曲：243
カップリング曲のカラオケヴァージョン。

## 参加ミュージシャン
ナナムジカ
- 西島梢：Vocal (#1,2)
- 松藤由里：Piano

Additional Musician
- 山木秀夫：Drum (#1,3)
- 美久月千晴：Bass (#1,3)
- 末原康志：Acoustic Guitar & Electric Guitar (#1,3)
- 永田一郎：Piano (#1,3)
- 小池グループ：Strings (#1,3)
- 小池弘之：Solo Violin (#1,3)
- 鈴木直樹：Manipulator (#1,3)
- 上野義雄：Cajon (#1,3)

## タイアップ
- フジテレビ系列木曜劇場『小早川伸木の恋』主題歌 (#1)

## 収録アルバム
- ユバナ (#1)